# Nicolas Joseph Maison
Nicolas Joseph Maison, francoski maršal, * 19. december 1771, Épinay-sur-Seine, Francija, † 13. februar 1840, Pariz, Francija.